# Sergio Leyva
Sergio Pérez Leyva (ur. 15 maja 1993 w Vitorii) – hiszpański piłkarz występujący na pozycji bramkarza w Tarancón.